# Loftus (North Yorkshire)
Loftus è un paese di 7 988 abitanti della contea del North Yorkshire, in Inghilterra.